# 高松市立仏生山小学校
高松市立仏生山小学校（たかまつしりつ ぶっしょうざんしょうがっこう）は、香川県高松市仏生山町にある市立小学校。

## 概要
高松市の中部、仏生山地区に位置する小学校である。

## 学校データ
- 児童数：473人（2011年度[1]）
- 児童愛称：

学校施設（2010年5月1日時点）
- 普通教室：19教室
- 特別教室：8教室
- 校舎面積：4817m2
- 体育館面積：1038m2

服装規定
- 制服：あり（通年必用）
- 防寒着：手袋　ジャケット

## 歴史

### 年表
- 1892年（明治25年）4月1日 - 百相村立百相尋常小学校として設立。
- 1898年（明治31年）2月15日 - 仏生山町立仏生山尋常小学校と改称。
- 1898年（明治31年）4月1日 - 高等科を設置。仏生山町立仏生山尋常高等小学校と改称。
- 1941年（昭和16年）4月1日 - 仏生山町立仏生山国民学校と改称。
- 1947年（昭和22年）4月1日 - 仏生山町立仏生山小学校と改称。高等科を分離し、校内に併設の仏生山町立仏生山中学校へ移行。
- 1956年（昭和31年）9月30日 - 高松市立仏生山小学校と改称。
- 1973年（昭和48年）7月16日 - プール竣工。
- 2004年（平成16年）4月1日 - 高松市立小中学校全校で3学期制を廃して2学期制を導入。

2021年  香川県食品ロス大賞を受賞

### 全校児童数の推移
仏生山小学校の児童数は横ばいか減少傾向にある。
- 1999年度：540人
- 2000年度：493人（-47人）
- 2001年度：482人（-11人）
- 2002年度：491人（+9人）
- 2003年度：512人（+21人）
- 2004年度：504人（-8人）
- 2005年度：512人（+8人）
- 2006年度：515人（+3人）
- 2007年度：500人（-15人）
- 2008年度：485人（-15人）
- 2009年度：480人（-5人）
- 2010年度：484人（+4人）
- 2011年度：473人（-11人）

## 教育目標
豊かな心をもち、自ら考え、実行し、たくましく生きる子どもを育てる　ちきりっ子である
児童像
- やさしい子
- よく考える子
- たくましい子

## 通学区域
通学区域は高松市仏生山地区の全域並びに多肥地区の一部。
- 高松市
  - 仏生山町
  - 多肥上町2137番地～2371番地

以前は三谷地区の一部も仏生山小学校の校区であった

## 進学先中学校
- 高松市立龍雲中学校

## 校区内の主な施設
- ことでん琴平線仏生山駅
- 高松市立みんなの病院
- 高松市仏生山出張所
- 仏生山歴史街道都市景観形成地区（約7.6ha）
  - 本町通り
  - 法然寺
  - ちきり神社
  - 円光寺
- 仏生山公園
  - 高松市立仏生山公園体育館
  - 高松市立仏生山公園温水プール
- 平池
- 住蓮寺池

## 交通
- ことでん琴平線仏生山駅より徒歩17分（1.4km）

## 著名な出身者
- 松家卓弘（プロ野球選手） - 元日本ハム